# 清水南 (福井市)
清水南（しみずみなみ）は、福井県福井市の地域。光ブロック(南西部)に属する。

## 人口
清水南には2024年1月1日現在2031人が住んでおり、世帯数は840世帯。そのうち男性が994人、女性は1037人。